# Croda da Lago
La Croda da Lago est un chaînon montagneux qui s'élève à 2 715 m d'altitude à la Cima Ambrizzola, au sud de Cortina d'Ampezzo, dans les Dolomites en Italie. La cime éponyme culmine à 2 701 mètres d'altitude. Il fait partie du site classé au patrimoine mondial nommé Les Dolomites. 
Les cendres de l'écrivain Dino Buzzati ont été dispersées sur la Croda da Lago. 

## Toponymie
Il tire son nom du lac Fedèra, qui s'élève au pied du versant oriental du Croda da Lago, à 2 038 m d'altitude.

## Géographie
Situé à l’aplomb du col de Giau, il surplombe la vallée du Boite à l'ouest et le val Fiorentina à l'est. Il se trouve à l'extrémité sud du bassin de l'Ampezzo, qui se referme au sud avec le Lastoi de Formìn, le Becco di Mezzodì et les Rocchette.
Il se développe comme une crête déchiquetée avec une orientation prédominante nord-sud dont les principaux sommets sont :
- la cima Ambrizzola, 2 715 m ;
- la Croda da Lago, 2 701 m ;
- la cima de Lastoi, 2 657 m ;
- le monte Cernera, 2 657 m ;
- le becco di Mezzodì, 2 603 m.

Le massif des Dolomites, auquel appartient la Croda da Lago, est caractérisé par une abondance de dolomie, roche sédimentaire carbonatée.

## Accès
Refuge Gianni Palmieri.